# Acipenser baerii
Acipenser baerii é uma espécie de esturjão da família acipenseridae. Ele é encontrado nas principais bacias hidrográficas siberianas cujos rios correm para o norte, desaguando nos mares de Kara, Laptev e Siberiano Oriental, incluindo o Ob, o Yenisei (que drena o Lago Baikal por meio do Rio Angara), o Lena e o Kolyma. Ele é encontrado também no Casaquistão e na China, no Rio Irtysh, um importante tributário do Rio Ob.

## Taxonomia
A espécie Acipenser baerii subdivide-se em três subespécies: o Acipenser baerii baerii (esturjão-siberiano), que vive no Rio Ob e os seus afluentes; o Acipenser baerii baicalensis (esturjão-do-lago-baikal), e o Acipenser baerii stenorrhynchus (esturjão-do-rio-lena), que vive no Rio Yenisei, no Rio Lena e em outros rios do leste siberiano.